# Carlo Borrelli
Carlo Borrelli fue un historiador y religioso del Reino de Nápoles del siglo XVII.

## Biografía
Carlo era de la familia de los condes de Marsi, como Leone Borrelli, cardenal hecho por Pascual II, en 1101, bibliotecario y rector de la abadía de Montecasino, quien dejó las obras Histoire des pélerins , Vies de saint Miniato et de saint Janvier y Chronicon Cassinense, siendo Marsi villa episcopal de Italia, bajo el metropolitano de Chieti, y capital de los Marsos, antiguo pueblo de Italia que habitaban en el lago Fucinus.
Carlo ejerció la carrera religiosa como teatino en Nápoles, célebre por sus amplios conocimientos en historia y en antigüedades, como lo atestiguan el historiógrafo del rey Rocco-Pirri da Noto (1577-1651) y Ferdinando della Marra, duque de la Guardia (-1635), y la familia de Carlo está formada por militares célebres como un condestable del rey, catorce cardenales y siete abades de Montecasino.
Como escritor, Carlo,  aparte de obras de crítica dejó una obra de nobles de Nápoles, y otro Borrelli, Oderisio, fue conde de Marsi y de Abruzo, abad de Montecasino y en 1059 abad-diácono de San Agatías.

## Obra
- Vindex Neapolitanae nobilitatis. Animadversio in Francisci Aelii Marchesi.., Neapoli, Longum, 1653.
- Difesa della nobilta napoleatana, Roma, 1655.